# Луллікаткуська сільська рада
Лу́ллікаткуська сільська рада (ест. Lullikatku külanõukogu, рос. Лулликаткуский сельский совет) — сільська рада в Естонській РСР, адміністративно-територіальна одиниця в складі повіту Тартумаа (1945—1950), Муствееського району (1950—1959) та Йиґеваського району (1959—1960).

## Населені пункти
Адміністративний центр — село Луллікатку, що розташовувалося на відстані 16 км на захід від міста Муствее.
Сільській раді до 1954 року підпорядковувалися села:
Ліластвере (Lilastvere), Мутта (Mutta), Нядувере (Näduvere), Вяеґо-Тяеламаа (Väägo-Täälamaa), Вийдвере-Візузі (Võidvere-Visusi), Вайату (Vaiatu), Луллікатку (Lullikatku), Лійкатку (Liikatku), Торма (Torma).
Після приєднання 1954 року території ліквідованої Тийквереської сільської ради до складу сільради ввійшли населені пункти:
села: Коймула (Koimula), Мялая (Mälaja), Мийсту (Mõistu), Конна (Konna), Сятсувере (Sätsuvere), Ряебізе (Rääbise), Ряебізе-Метсанурґа (Rääbise-Metsanurga), Аовескі (Aoveski), Тийквере (Tõikvere); поселення: Вайату (Vaiatu asundus), Ряебізе (Rääbise asundus).
Землями, що належали сільраді, користувалися колгоспи ім. Леніна, ім. Ворошилова, «Великий Жовтень» («Suur Oktoober»), «Нове Життя» («Uue Elu»).

## Історія
13 вересня 1945 року на території волості Торма в Тартуському повіті утворена Луллікаткуська сільська рада з центром у селі Надувере. Головою сільської ради обраний Вольдемар Роозінпилд (Voldemar Roosinpõld), секретарем — Лінда Розенберг (Linda Rosenberg).
26 вересня 1950 року, після скасування в Естонській РСР повітового та волосного поділу, сільська рада ввійшла до складу новоутвореного Муствееського сільського району.
17 червня 1954 року в процесі укрупнення сільських рад Естонської РСР територія Луллікаткуської сільради збільшилася на заході внаслідок приєднання земель ліквідованої Тийквереської сільської ради.
24 січня 1959 року після скасування Муствееського району сільрада приєднана до Йиґеваського району.
3 вересня 1960 року Луллікаткуська сільська рада ліквідована. Її територія разом з територією також скасованої Витіквереської сільської ради склали новоутворену Тормаську сільську раду Йиґеваського району